# دوغ كوبر
دوغ كوبر (بالإنجليزية: Doug Cooper)‏ هو سائق سباق أمريكي، ولد في 9 سبتمبر 1938 في غاستونيا في الولايات المتحدة، وتوفي في 3 سبتمبر 1987.

## وصلات خارجية
- دوغ كوبر على موقع Racing-Reference.info (الإنجليزية)